# Trátame suavemente
«Trátame suavemente» es una power ballad, escrita por Daniel Melero , producida por Federico Moura e interpretada originalmente por la banda de rock en español argentina Los Encargados. Se hizo popular gracias a la versión de la banda Soda Stereo, y formó parte de su álbum debut de estudio homónimo Soda Stereo (1984), siendo la primera balada y el primer gran éxito de la banda.
Se le considera una de las más grandes baladas del rock latino y en español, y es uno de los temas más emblemáticos de Soda Stereo. Ha sido interpretada en la mayoría de sus más importantes recitales, incluyendo la giras El último concierto (1997) y Me verás volver (2007), también está presente en sus discos de grandes éxitos.
El compositor original de la canción, Daniel Melero, incluyó su propia versión con su banda Los Encargados en el álbum Silencio (1986).
Con «Trátame suavemente» sucede una particularidad bastante curiosa: fue elegida dos veces entre las mejores canciones del rock en español, pero en versiones distintas. La versión de Soda Stereo logró el puesto 417° de las 500 mejores canciones del rock iberoamericano por Al Borde en 2006, mientras que la versión de Los Encargados logró el puesto 72° de las 100 mejores canciones del rock argentino por la Rolling Stone Argentina y MTV en 2002.

## Letra
«Trátame suavemente» fue escrita por Daniel Melero, la canción le surgió en 1982 mientras veía por televisión al dictador Leopoldo Galtieri declarándole la guerra al Reino Unido.
Melero tuvo la suficiente habilidad de disfrazar la letra para que pareciera de una canción romántica, como si fuera un reproche o reclamo hacia la pareja.
No obstante, el propio Melero ha sido explícito con respecto al significado de la letra: "alguien me ha dicho que la soledad se esconde tras tus ojos" (los ojos del dictador muestran dureza y violencia, pero en realidad es un hombre despreciado y no tiene amigos), "y que tu blusa atora sentimientos que respiran" (el uniforme militar encorseta sus emociones, y por otro lado, en palabras de Melero: "el look militar siempre me pareció gay, ¡jajaja!"), "no quiero soñar mil veces las mismas cosas, ni contemplarlas sabiamente" (temor a la Guerra de Malvinas, sumada a la tensión de estar pasivamente viendo los hechos), "quiero que me trates suavemente" (que el dictador ya no torture a su pueblo), y, por último, los versos que mayormente aluden a la locura de la Guerra de Malvinas: "te comportas de acuerdo con lo que te dicta cada momento, y esa inconsciencia no es algo heroico, es más bien algo enfermo".

## Estilo
Es una balada rock con influencias New wave y de composición simple. Comienza con un riff de guitarra eléctrica que acompaña la mayoría de la canción y que se destaca bastante. La primera estrofa y el coro tienen un ritmo de balada, y desde la segunda estrofa en adelante, la balada se vuelve más intensa con la batería, una guitarra muteada y las voces más altas. Le sigue al segundo coro un riff y un solo de guitarra, y un último coro de más duración.

## Anécdotas
Federico Moura, (productor artístico del álbum "Soda Stereo", y líder y cantante de Virus) en un principio, pensó en incluir la canción en Relax, el cuarto álbum de su grupo. Al notar que el álbum de Soda sonaba bastante uniforme, Federico insistió en incluir Trátame Suavemente en él, para cambiar un poco el aire del disco.
Años más tarde, Gustavo Cerati (líder de Soda Stereo) recordaría aquel episodio:

"Federico Moura me sugirió que escuchara "Trátame Suavemente" de Daniel Melero. En un principio Federico tenía muchas ganas de hacerlo con Virus, pero cuando se enrolló en el proyecto de Soda nos tiró esa idea. Yo lo escuché y, si bien me gustó, no estaba muy conforme con la idea de hacer una versión de otro artista. Pero cuando empezamos a hacerla nos encantó, y finalmente quedó muy bien. En esa época nosotros necesitábamos un tema romántico para grabar en el disco y no atravesábamos un período muy romántico que digamos, así que vino excelente. Me gustan las composiciones de Melero, sobretodo tiene cosas muy interesantes en las letras. Aquí, sin ser un tema gay creo que la letra apunta hacia la destrucción del machismo. Muchas veces los hombres también necesitan ser tratados suavemente. No es necesario siempre aparecer como un tipo rudo".

Daniel Melero también daría su visión de la historia: 

"Era muy curiosa la relación que yo tenía con los Virus, cuando los iba a ver les decía que no me gustaban sus shows. Siempre fueron muy amables conmigo y que la canción haya terminado tocada por Soda Stereo es producto de que Federico sabía que con Gustavo nos unía una gran amistad, más grande que la que yo tenía con él. Si yo hubiera sido el productor del primer disco de Soda, como iba a serlo en el comienzo, jamás les hubiera hecho grabar esa canción, no lo hubiera propuesto siquiera,(...) pero bueno, para todos resultó muy bien esa idea y fue de Federico. El gesto habla de su generosidad, no la grabó con su banda, pero de todas maneras impulsó a que lo hiciera Soda".

## Versiones

### Versiones en vivo
la misma fue interpretada desde 1984 en la Gira Soda Stereo hasta 1987 en la Gira Signos, luego volvió en 1991 y 1992 para la segunda parte de la Gira Animal. No volvió a ser interpretada hasta la gira El último concierto en 1997 y también fue incluida en la Gira Me Verás Volver.
- La de Gira Animal durante la etapa de 1991 la canción volvería a ser interpretada con un ritmo más lento, reemplazando el riff clásico del inicio por otro más melancólico y al momento de cantar la primera estrofa se tocaría el riff clásico. En esta versión se omitiría la segunda estrofa reemplazándola por un solo de guitarra.
- La de El último concierto en 1997 que es más lenta y con más sonido de balada que la original y cuenta con un acordeón. La voz de Gustavo Cerati se escucha melancólica, tal vez porque era el sentimiento de que era el último concierto de la banda, tras el que la banda se separaría.
- La de la Gira Me Verás Volver en 2007 que, al contrario de la anterior, es más rápida que la original. En una presentación en Chile, Gustavo sorprende a Zeta Bosio enviando un mensaje de texto con su celular. Este momento se puede apreciar en el DVD n.º 2 extras de la gira. Como otra curiosidad, en esta versión Cerati canta "Oooh, oooh, oooh, oooh", al ritmo de como se canta en la canción "Heart and Soul" de Huey Lewis & The News.

### Otras versiones
- La canción era originalmente tocada por Los Encargados y fue escrita por su líder Daniel Melero. Diversos problemas para conseguir su debut discográfico hicieron que la versión de Soda de 1984 fuera la primera en quedar registrada en un álbum. Los Encargados recién pudieron registrar su versión en 1986, en su álbum debut Silencio.
- En 1990, Radio Clip, banda de Venezuela, grabó una versión en su segundo álbum de estudio Donde sopla el viento.
- En 1999, Melero grabó una segunda versión, ahora como solista, para su álbum Piano, una colección de reversiones hechas únicamente con piano y voz.
- En 1999, el cantante chileno Beto Cuevas hizo dos versiones de esta canción (una es acústica) para la telenovela chilena Fuera de control.
- La canción fue interpretada por Gustavo en su gira Fuerza Natural donde se le escuchó por última vez en el concierto dado en Caracas y el último tema de Soda Stereo que Gustavo Cerati interpretó en vivo durante su carrera. El tema se incluyó en el último tramo de la gira, como excusa para que Gustavo pudiera tocar su flamante Mosrite Custom Double Neck, recién llegada de Estados Unidos, y con un sonido bastante baladoso porque (según Fernando Samalea) la situación sentimental de Gustavo era de novio enamorado.
- En 2014, el actor y cantante Carlos Casella hizo su versión para la película Muerte en Buenos Aires, la misma cuenta con arreglos realizados por el mismo Melero.
- En 2015, la actriz y cantante María Eugenia Suárez hizo su versión para la película Abzurdah que se estrenó dicho año.
- En 2018, el cantautor Locho Loccisano hizo una versión acústica de la canción.
- En 2019 el grupo Doctor Krapula de Colombia lanzó un cover que sonó en emisoras como Radioactiva.
- En 2020 León Valdez,  cantautor marplatense, realizó su versión con piano  trasmitiendo su pasión y emoción por este tema.
- En 2021 en el programa de televisión Puente musical conducido por Florencia Otero y Germán Tripel lanzó el cóver en la canción en el último programa de elnueve.
- En 2022 y en el contexto de la conmemoración por los 40 años de la Guerra de Malvinas, Benito Cerati realizó una magistral interpretación del tema en el CCK de Buenos Aires.
- En 2023 interpretada por Moenia en el disco Stereohits 2

## Posicionamiento en listas
| País      | Lista                       | Mejor posición |
| --------- | --------------------------- | -------------- |
| Argentina | Billboard Argentina Hot 100 | 63             |